# Alpina wehrlii
Alpina wehrlii là một loài bướm đêm trong họ Geometridae.